# Нана-Гребізі
Нана-Гребізі — одна з 2 економічних префектур Центральноафриканської Республіки.
Межує на північному сході з префектурою Бамінгі-Бангоран, на південному сході з префектурою Уака, на півдні з префектурою Кемо, на заході з префектурою Уам.
Нана-Гребізі — єдина префектура Центральноафриканської республіки, котра не граничить з сусідніми африканськими державами.

## Клімат
| Клімат для Кага-Бандоро   | Клімат для Кага-Бандоро | Клімат для Кага-Бандоро | Клімат для Кага-Бандоро | Клімат для Кага-Бандоро | Клімат для Кага-Бандоро | Клімат для Кага-Бандоро | Клімат для Кага-Бандоро | Клімат для Кага-Бандоро | Клімат для Кага-Бандоро | Клімат для Кага-Бандоро | Клімат для Кага-Бандоро | Клімат для Кага-Бандоро | Клімат для Кага-Бандоро |
| Показник                  | Січ.                    | Лют.                    | Бер.                    | Квіт.                   | Трав.                   | Черв.                   | Лип.                    | Серп.                   | Вер.                    | Жовт.                   | Лист.                   | Груд.                   |                         |
| Середній максимум, °C     | 32,2                    | 33,9                    | 34                      | 32,8                    | 32                      | 30,5                    | 30,1                    | 31,8                    | 30,9                    | 31,9                    | 31,3                    | 31,2                    |                         |
| Середня температура, °C   | 21                      | 23                      | 24,9                    | 25                      | 25                      | 24,1                    | 24,4                    | 25,8                    | 24,6                    | 25,1                    | 22,3                    | 20,8                    |                         |
| Середній мінімум, °C      | 9,9                     | 12,1                    | 15,9                    | 17,3                    | 18                      | 17,8                    | 18,7                    | 19,8                    | 18,4                    | 18,3                    | 13,4                    | 10,5                    |                         |
| Норма опадів, мм          | 2                       | 7                       | 38                      | 61                      | 132                     | 157                     | 224                     | 242                     | 246                     | 167                     | 19                      | 2                       |                         |
| ------------------------- | ----------------------- | ----------------------- | ----------------------- | ----------------------- | ----------------------- | ----------------------- | ----------------------- | ----------------------- | ----------------------- | ----------------------- | ----------------------- | ----------------------- | ----------------------- |
| Джерело: Climate-Data.org |                         |                         |                         |                         |                         |                         |                         |                         |                         |                         |                         |                         |                         |